# Shabbington
Shabbington är en ort och civil parish i Storbritannien.   Den ligger i kommunen Buckinghamshire och riksdelen England, i den södra delen av landet, 70 km väster om huvudstaden London. Shabbington ligger 71 meter över havet och antalet invånare är 486.
Terrängen runt Shabbington är platt. Runt Shabbington är det ganska tätbefolkat, med 192 invånare per kvadratkilometer. Närmaste större samhälle är Oxford, 15,1 km väster om Shabbington. Trakten runt Shabbington består till största delen av jordbruksmark.